# Nonthaburi Challenger II 2024
Il Nonthaburi Challenger II 2024 è stato un torneo maschile tennis professionistico. È stata l'8ª edizione del torneo, facente parte della categoria Challenger 75 nell'ambito dell'ATP Challenger Tour 2024, con un montepremi di 82 000 $. È stata la 2ª edizione di quella femminile facente parte della categoria W50 nell'ambito dell'ITF Women's World Tennis Tour 2024. Si è giocato dall'8 al 14 gennaio 2024 sui campi in cemento del Lawn Tennis Association of Thailand di Nonthaburi, in Thailandia.

## Torneo maschile

### Teste di serie
| Nazionalità   | Giocatore       | Ranking* | Testa di serie |
| ------------- | --------------- | -------- | -------------- |
| Austria       | Dennis Novak    | 165      | 1              |
| Taipei cinese | Jason Jung      | 244      | 2              |
| Francia       | Lucas Poullain  | 250      | 3              |
|               | Evgenij Donskoj | 251      | 4              |
| Hong Kong     | Coleman Wong    | 253      | 5              |
| Stati Uniti   | Tennys Sandgren | 259      | 6              |
| Germania      | Henri Squire    | 262      | 7              |
| Stati Uniti   | Brandon Holt    | 263      | 8              |

* Ranking al 1º gennaio 2024.

### Altri partecipanti
I seguenti giocatori hanno ricevuto una wild card per il tabellone principale:
- Maximus Jones
- Kasidit Samrej
- Wishaya Trongcharoenchaikul

Il seguente giocatore è entrato in tabellone come alternate:
- Dominik Palán

I seguenti giocatori sono passati dalle qualificazioni:
- Yusuke Takahashi
- Ramkumar Ramanathan
- Hiroki Moriya
- Christian Langmo
- Nick Hardt
- Rio Noguchi

## Punti e montepremi
| Torneo    | Torneo              | V     | F     | SF    | QF    | 2T    | 1T  | Q | Q2  | Q1  |
| Singolare | Punti               | 75    | 44    | 22    | 12    | 6     | 0   | 4 | 2   | 0   |
| Singolare | Premi in denaro ($) | 9 880 | 5 820 | 3 450 | 2 000 | 1 165 | 720 | – | 360 | 185 |
| Doppio    | Punti               | 75    | 44    | 22    | 12    | –     | 0   | – | –   | –   |
| Doppio    | Premi in denaro ($) | 4 250 | 2 450 | 1 480 | 880   | –     | 500 | – | –   | –   |

## Campioni

### Singolare maschile
Valentin Vacherot ha sconfitto in finale  Manuel Guinard con il punteggio di 7–5, 7–6(5).

### Singolare femminile
Mananchaya Sawangkaew ha sconfitto in finale  Antonia Ruzic con il punteggio di 6–1, 2–6, 6–2.

### Doppio maschile
Manuel Guinard /  Grégoire Jacq hanno sconfitto in finale  Francis Casey Alcantara /  Sun Fajing con il punteggio di 6–4, 7–6(6).

### Doppio femminile
Anna Siskova /  Ksenia Zaytseva hanno sconfitto in finale  Maja Chwalinska/  Yuki Naito con il punteggio di 7–5, 7–6(3).